# Chiesa di Sant'Erasmo (Santeramo in Colle)
La chiesa di Sant'Erasmo è un luogo di culto cattolico della città di Santeramo, dedicata a Erasmo di Formia, patrono della città, in provincia di Bari.

## Storia
Venne edificata nel 1729 su un'antica cappella preesistente dedicata a santa Maria della Lama.

## Descrizione
La chiesa ha tre navate con grandi pilastri trattati a stucco lucido imitazione marmo (1860). Nelle navate laterali vi sono altari ricchi di marmi policromi. Il campanile è di epoca più recente (1923). La chiesa, di stile prevalentemente barocco, conserva al suo interno il bassorilievo del Laurana della Madonna col bambino.
Davanti a un altare, nelle navate laterali, vi è la tomba di mons. Jolando Nuzzi vescovo della diocesi di Nocera Inferiore-Sarno.